# 水森亜土
水森 亜土（みずもり あど、本名:里吉 文江、1939年〈昭和14年〉12月23日 - ）は、日本のイラストレーター、歌手、女優、画家、作家。「劇団未来劇場」所属。愛称は「あどちゃん」「あどタン」。夫は「劇団未来劇場」の主宰者である里吉しげみ。旧姓:森。

## 経歴
東京府東京市日本橋区（現：東京都中央区日本橋）出身。父は建築家。母親は日本画家の森美子。幼い頃に絵やバレエ、ピアノを習う。
中央区立常盤小学校、桜蔭中学校・高等学校卒業。ハワイのモロカイハイスクールに遊学し、英語とジャズに触れる。
日劇ミュージックホールで歌手デビュー。英会話雑誌でイラストも描き始める。1964年、のちの夫・里吉しげみ（1965年に結婚）の主宰する劇団未来劇場公演「彼も仲間も悪い奴」で初舞台。
1965年から、NHKのテレビ番組「たのしいきょうしつ」の“歌のおねえさん”的存在として、透明なアクリルボードに歌いながら両手で同時にイラストを描くパフォーマンスでブレイクし話題になる。番組は途中休みを挟んで通算10年間出演。
可愛らしい猫のキャラクターやキスをしている子ども（またはカップル）のイラストなどで人気を集める。またアニソン歌手としては、アニメ『ひみつのアッコちゃん』のエンディング「すきすきソング」や「Dr.スランプ アラレちゃん」のオープニング・エンディングを歌ったことでも知られており、他のアニメソングでもかわいらしい歌などには積極的に参加している。2017年までに、アニメソングだけで100曲以上レコーディングしてきた。
「NHKおかあさんといっしょ」のお話のコーナーにも出演していた（出演時期は不明）。
その後、「劇団未来劇場」では、看板女優として、役者の他に文字通り看板（ポスターやチラシ）のイラストを担当。女優業や童謡・アニメソングの歌手、声優、ジャズシンガーなどとして活動を続ける。現在も、サンスター文具をはじめ各社から亜土ちゃんグッズが多数発売されている。過去には、王子ネピアの紙おむつ「ドレミ」やフェザー安全剃刀の女性向け剃刀「マーメイド」、ロレアルのヘアスプレー等の商品や広告でもマスコットキャラクターとしてイラストが使用されていた。
1994年、長野県松川村の信濃松川美術館（現在は閉館）に個人美術館“水森亜土館”が併設された。2003年、亜土ちゃんグッズ専門店をオープン。2004年「シャンテ・ラ・レビュー」に出演。2010年東京・弥生美術館でイラスト原画などを展示する「水森亜土展」を開催。
2004年にナムコから発売されたPlayStation 2用ゲームソフトのヒット作『塊魂』のサウンドトラックに参加。ゲーム中で使用される挿入歌『真っ赤なバラとジントニック』でボーカルを務める。
2017年現在、ジャズシンガーとして月2回ほどライブハウスのステージで歌っている。

## 人物

### 子供時代
3代続く生粋の江戸っ子の家に生まれた。妹がいる。父は建築家だが、遊び人な性格で“飲む・打つ・買う”が激しく、1週間のうち日曜日しか家に帰ってこないような人で、祖父も性格や行動が同じような人だった。母は画家で、祖母は元芸者。自宅には、日常的に近所の人など人の出入りが多く、にぎやかな家庭環境で育った。
幼い頃から絵を描くことが好きだった。小学生の頃は、赤面症で引っ込み思案だった。左利きを矯正されたストレスで、一時吃音症になったという。本人によると、その後近所に住むプロのミュージシャンの練習を見ながらスキャットを口ずさんでいるうちに気づけば吃音が治っていたとのこと。また、ジャズに目覚めたのもこれがきっかけ。
中高一貫校に通い出すと、母の“おしとやかさが身につくように”との考えで料理学校に通っていた。ただし本人は当時、ローラースケートに興味を持っており、母に内緒でローラースケートの練習にも通っていた。

### ハワイの学校生活
当初美術大学進学を目指し、いくつか美大を受験したが全て不合格だった。高校卒業後の行く宛のない娘を不憫に思った母が、友人のハワイのモロカイ・ハイスクールの校長に手紙を出したことで、高校を卒業したのに再びハイスクールに入ることになった。後日、母に「毎日、絵日記を書いて日本に送る」と約束してハワイに旅立ち、ハワイでの暮らしぶりなどについて絵日記を描くようになる。
ハイスクール時代は女子寮で暮らしたが、周りが年下だけだったため話の合う子がいなかった。寮の自室では、手回しの蓄音機でフランク・シナトラやアーサー・キットのレコードをよく聞いていた。また、ある日シャワーでは物足りず浴槽のある風呂に入りたくなり、寮の庭に自分専用の風呂場を作った。以降それに入るようになると、毎晩のぞきに来たカエルに「ジョン」と名付けた。
この頃、広大なパイナップル畑の土をならすという本人にとって最初で最後のアルバイト（当時、1時間2ドルの賃金）を経験。バイト終わりには、赤土まみれになった身体を洗うため近くの川に飛び込むと、いつも同じ野良犬が飛び込んできて毎日一緒に泳いでいたという。結局、ハワイでできた友達はカエルのジョンと野良犬だけで、本人は後に「暗い青春時代だった」と回想している。

### 「たのしいきょうしつ」
ハワイから帰国した後、「たのしいきょうしつ」のオーディションに参加すると、スタッフから特技を聞かれた。その際、苦し紛れに「両手で絵が描けます」と言ったのがきっかけで、同番組で歌いながら透明のボードに両手で絵を描くスタイルが生まれた。
そのコーナーでは、1分40秒の間に1曲歌いながらイラストを完成させるものだった。当時はまだ水性サインペンがそれほど普及していなかったため、小さいマヨネーズの空の容器にインクを入れてフェルトで栓をし、インクが染み出るように容器を押しながら描いていた。番組で使用したボードは実際にはアクリルではなく、ガラス製だったため、描いている最中にインクがどんどん垂れることもあった。このため「ドライリハーサル→カメラリハーサル（カメリハ）→本番」と何回も描くとガラスの掃除が大変なため、ドライとカメリハは描くフリだけで済ませ、イラストはいつもぶっつけ本番で描いていたという。

## エピソード
- 小さい頃からの大のお風呂好きで、浴槽に浸かる時はいつも自分がワニになった気分で、湯船から目だけ出して浴槽に沈む、という入り方をしている。お風呂に入る時が一日で一番嬉しい瞬間で、1日に3回（冬場は5回）入っている[2]。
- 中高時代は、ヨーコというローラーゲーム選手のファンで[注釈 5]、先述のリンクでは彼女に憧れて密かに練習するようになった[2]。
- 一時期、タレントの関根勤が水森の物まねをレパートリーとしてよく披露しており、「笑っていいとも!」では関根が水森のコスプレをして、イラストを描いてクイズを出題するコーナーまであった。水森はこの物まねに対して理解を示し、関根と共演したこともあった。
- 麻雀を嗜む。よく卓を交えたのはアナウンサーの小島一慶や漫画家の福地泡介であり、福地の著書の中には水森の麻雀の打ち筋を描写した一節もある。
- 本人としては「本職は雀士」と位置づけており、「麻雀に命を懸けています。副職がジャズシンガーで、天職がイラストレーターで、お芝居は内職かな？」と評している[2]。
- 得意とする猫のキャラクターの名前は「ミータン」である。
- カップルが唇を寄せている絵は、本当はキスをしている訳ではなくいつも微妙にずれている。それは水森が、他人が人前でイチャイチャするのを見るのがあまり好きではないからである。
- イラストの主なキャラの1つである2頭身の女の子の元ネタは、ハワイ時代に母宛の絵日記（イラスト）で描いた水森の自画像である[2]。
- 8頭身のちょっとセクシーな女の子キャラには、モデルが複数いる[2]。その内の1人は、高校生の頃に父に連れられて行った日劇ミュージックホールの楽屋で、若く美しいダンサー[注釈 6]を観察して描いたものである[2]。
- イラストは、いつも深夜1時頃から描き始め、朝になってスズメが鳴き始める頃に作業を終わらせて寝る、という生活を送っている。その際、部屋でブルースを聴きながら筆をリズムに乗せて描いているとのこと[2]。
- お笑いマンガ道場のレギュラーの候補に水森も挙がったが、「早起きが出来ない。」という理由でNGを出した。[5]
- 帽子が好き。以前は100個以上所有していたが、多すぎるためその後ほとんどを「劇団未来劇場」の後輩たちに譲った[2]。
- ハワイから帰国してすぐの20歳ぐらいの時、タップを踏みながら歌う女の子3人のコーラスグループ「ロリポップ」を結成したが、ケンカ別れによりデビューに至らなかった[2]。

## ディスコグラフィー

### シングル
- 男ケニヤの渡り鳥／何んにも何んにもしてないの（1967年）
- あいつが何さ／バラをかざろう（1968年2月）
- すきすきソング（1969年3月1日、岡田恭子の「ひみつのアッコちゃん」B面。『ひみつのアッコちゃん』エンディングテーマ）
- 大騒ぎのタンゴ（1970年、ザ・ココナッツの「海底3万マイル」B面。『海底3万マイル』挿入歌）
- ドンペペの歌(1971年、NHKみんなのうた)
- ぼくはハゼドン（1972年、和泉常寛の「ハゼドン音頭」B面。『ハゼドン』副主題歌）
- ミミちゃんとパンダ・コパンダ／ねんねんパンダ（1972年。『パンダコパンダ』主題歌）
- 山口さんちのツトム君／ハメハメハ大王（1976年6月20日。『みんなのうた』より）
- なぜ?／リップル・マリンを知ってるかい?（1976年。『星になったおじいさん』より。A面は益田喜頓と共演）
- 愛しすぎてるサザエさん／サザエさんの出発進行（1979年5月10日。『まんが名作劇場 サザエさん』主題歌）
- ワイワイワールド／アレアレアラレちゃん（1981年。『Dr.スランプ アラレちゃん』主題歌）
- いちばん星み〜つけた（1983年。『Dr.スランプ アラレちゃん』エンディングテーマ）
- 恋の呪文はアパニャー・ドン!（1983年。ウィス・ダーリアの「Apanya Dong」のカバー、新井武士による日本語詞。B面はカラオケ）
- すきすきソング（1989年4月21日、堀江美都子の「ひみつのアッコちゃん音頭」B面。『ひみつのアッコちゃん』（1988年版）エンディングテーマとしてセルフカバー）
- へそまがりんちょ（1991年12月5日。『楽しいムーミン一家』オープニングテーマ）
- ワイワイワールド(1993 ver.)（1993年3月1日。劇場版『Dr.スランプ アラレちゃん』主題歌）

### アルバム
- 新しい絵かきうた のりもの編（1981年） - 2013年5月5日にCDとして再発
- MINNY THE MUCHA（2003年）
- すきすきソングス（2004年） - 小西康陽プロデュースのジャズアルバム 4988064123636/AVCW12363
- COW COW BOOGIE（2008年）
- Come On Baby（2011年） - 松尾明＆テイク・テン・オーケストラのジャズアルバムにヴォーカルとして参加

### コンピレーション
- 服部公一こどものうた作品集（1980年。水森は数曲の歌唱とジャケットのイラストを担当）
- オカシなスイカ（『ひらけ!ポンキッキ』より。1975年発売のLP『ひらけ!ポンキッキ』SKM(H)2229収録）
- いたずラッコ（『みんなのうた』1986年放送）
- ごはんがとおる（『母と子のテレビ絵本』より。1992年6月19日発売のアルバム『NHK「母と子のテレビ絵本」ごはんがとおる』収録）
- ビビディ・バビディ・ブー（『シンデレラ』より。2003年発売のアルバム『Readymade Digs Disney』収録）
- 真っ赤なバラとジントニック（2004年。『塊魂サウンドトラック「塊フォルテッシモ魂」』収録）

## 出演作品

### テレビドラマ
- テレビのおばちゃま（1957年 - 1965年、日本テレビ）
- いじわるばあさん 第21話「月給よ上れ!の巻」（1968年、読売テレビ）
- 青空にとび出せ!（1969年、TBS） - アド
- 2丁目3番地（1971年、日本テレビ）
- 家なき子 第21話「スターの道は遠くない」（1975年、TBS） - 水口高子
- 痛快!河内山宗俊 第26話「無頼六道銭」(1976年、フジテレビ)
- 松本清張シリーズ・虚飾の花園（1978年、NHK）
- 熱中時代 刑事編（1979年、日本テレビ） - バー「乙姫」のママ

### テレビ番組
- 5時に夢中!（2017年、TOKYOMX）

### ラジオ番組
- 歌謡天国（TBSラジオ）

### 映画
- 思い出の指輪（1968年、松竹） - 妹尾昌子
- 女渡世人（1971年、東映）
- 指輪をはめたい（2011年） - 鴨川

### テレビアニメ
- 町一番のけちんぼう（1978年、テレビ朝日）マーサ

### ゲーム
- TIZ -Tokyo Insect Zoo-（PlayStation） - クモ・毒キノコ役

### 劇場アニメ
- 長靴猫シリーズ（東映）
  - 長靴をはいた猫（1969年、殺し屋[6]）
  - ながぐつ三銃士（1972年、殺し屋C[7]）
  - 長靴をはいた猫 80日間世界一周（1976年、ちび猫殺し屋[8]）

### テレビCM
- 寿みそ（1970年代、日本清酒）- 北海道ローカルCM
- 明治・スカット（1970年代、明治乳業(現・明治)）
- スズキ・フロンテ（1973年頃、鈴木自動車工業）- 田中邦衛と共演
- メルシャン（1975年頃）
- アトムハウスペイント（1976年頃、アトム商事） - 鉄腕アトムと共演
- ムーニーちゃん（1982年頃、ユニ・チャーム）
- 新パンシロン（1984年、ロート製薬）- 歌唱（出演は大橋巨泉 ほか）
- オリゴCC - （1991年、カルピス）
  - おはようオリゴの国から

## 著書
- 『亜土のおしゃれ料理』潮文社、1978年。ちくま文庫、2023年
- 『イラスト青春アドバイス』岩波ジュニア新書、1986年
- 『甘い恋のジャム』ブルース・インターアクションズ、2002年
- 『Ado museum』小学館、2003年
- 『水森亜土カード&レターbook』小学館、2004年
- 『亜土ちゃんのだーいすき』（ポップアップハートえほん 2） ポプラ社、2005年
- 『亜土ちゃんのちゅ』（ポップアップハートえほん 1）ポプラ社、2005年
- 『亜土ちゃんのあーそぼっ』（ポップアップハートえほん 4） ポプラ社、2005年
- 『亜土ちゃんのいっしょ』（ポップアップハートえほん） ポプラ社、2005年
- 『ひとりぼっちのバラ』作・画、教育画劇、2005年
- 『Love message for you』主婦の友社、2009年
- 『ADO MIZUMORI FOREVER 水森亜土イラストレーション作品集』メディアファクトリー、2011年
- 『右向け～っ、左！！』 河出書房新社、2020年

### 共著
- 『石井好子と水森亜土の料理の絵本 [1] （卵とわたし）』女子栄養大学出版部、1978年、のち角川文庫
- 『石井好子と水森亜土の料理の絵本 [2] （ご飯とわたし）』女子栄養大学出版部、1979年、のち角川文庫
- 『石井好子と水森亜土の料理の絵本 [3] （サラダとわたし）』女子栄養大学出版部、1979年、のち角川文庫
- 『石井好子と水森亜土の料理の絵本 4 （ポテトとわたし）』女子栄養大学出版部、1980年、のち角川文庫
- 『Sunny : Risa Hirako & Ado Mizumori』平子理沙共著 メディアファクトリー、2011年